# Andrés Blanco y García
Andrés Blanco y García (1849-1916) fue un escritor español.

## Biografía
Nacido en 1849 en Murcia, entre sus obras se encontraron títulos como las novelas Huertanos y franceses, descrita en La Correspondencia de España como una novela regional murciana, y El Tesoro de la reina (Murcia, 1903). Blanco, que dirigió el El Criterio Murciano, también cultivó la poesía, falleció a comienzos de noviembre de 1916 en su ciudad natal.